# Saga des Féroïens
La saga des Féroïens ou Saga de Sigmundur Brestisson (Færeyinga Saga en vieil islandais, Føroyinga søga en féroïen) est une saga tirée de sources islandaises du début du XIIIe siècle. Ecrite entre 1210 et 1220 en Islande par un moine disciple de Snorri Sturluson, elle « est probablement bâtie sur des récits féroïens avec un noyau historique ».
Elle prétend décrire l'histoire des îles Féroé depuis la première installation de Grímr Kamban vers l'an 825, leur conversion au christianisme à partir de 999 par Sigmundur Brestisson, puis leur rattachement au royaume de Norvège. 
La saga se termine à la mort de Tróndur í Gøtu en 1035. C'est la plus ancienne source historique sur l'histoire des îles Féroé et la plus importante  sur l'époque viking dans cette région.
On la range traditionnellement avec la Saga des Orcades (Orkneyinga saga) et la Saga des Vikings de Jómsborg (Jómsvíkinga saga), dans un sous-groupe intermédiaire entre les Sagas des Tribus et les Sagas des Rois.
Même si les histoires que la Saga raconte tombent parfois dans la poésie pure, et même si elle est loin d'être objective, prenant parti pour Sigmundur Brestisson et le christianisme contre la résistance païenne et indépendantiste de Tróndur í Gøtu, les personnages qu'elle décrit ont bel et bien existé : 
ainsi, la pierre tombale de Sigmundur se trouve sur l'île de Skúvoy, la maison de Tróndur í Gøtu à Gøta, une pierre gravée à la mémoire de Svínoy-Bjarnis sur Svínoy, et la cour et la tombe de Havgrímur près de Hov.
Outre l'histoire des Féroé, cette saga témoigne de la lutte de Tróndur pour l'indépendance, en font un élément de l'identité politique des Féroïens.

## Contexte historique
Les différentes sagas ne s'accordent pas sur la date de la première colonisation des îles Féroé. Les historiens déduisent du début de la version de la Færeyinga Saga qui figure dans le Flateyjarbók que Grímur Kamban s'y est installé sous le règne du roi de Norvège  Harald-aux-beaux cheveux (Haraldr hinn hárfagri). Or, cela ne correspond pas à ce qu'affirme le moine et géographe irlandais Dicuil dans son Mensura Orbis Terrae (« De la mesure du monde ») au IXe siècle. En revanche, la version qui figure dans la Saga d'Olaf Tryggvason (Saga Olafs Trygvasonar) correspond aux écrits de Dicuil ; le premier chapitre y commence par :

« Il y avait un homme appelé Grímr Kamban ; c'est le premier qui se soit installé  aux Féroé ; mais à l'époque de Harald-aux-beaux-cheveux, beaucoup d'hommes fuyaient les abus de pouvoir de Harald aux-beaux-cheveux. »

Le premier homme à s'installer aux Féroé est donc, d'après ce texte, Grímr Kamban. Son prénom est norrois mais son surnom, ou nom de famille, est irlandais. Cela donne à penser qu'il aurait pu venir des colonies du sud, celles des îles Britanniques : Irlande, Hébrides extérieures ou encore l'île de Man ; il n'était probablement pas norvégien.
Le texte dit que bien des hommes ont quitté la Norvège sous Harald-aux-beaux-cheveux. Cependant, il dit aussi que les îles avaient été occupées avant lui (peut-être pendant des siècles, même si ce n'est pas l'avis des historiens). Les Norvégiens qui fuyaient Harald devaient bien connaître l'existence de ces îles avant de quitter leur pays ; si Grímr Kamban s'y était installé avant, cela pourrait expliquer que les Norvégiens les eussent connues. 
D'après Dicuil, des moines irlandais (papar) auraient vécu aux Féroé avant l'arrivée des Vikings de Norvège.

### La chronologie de Carl Christian Rafn
[Entre crochets, la datation de George Vaughan Chichester Young, O.B.E., historien de l'île de Man]
La Saga décrit la vie et les voyages de Sigmundur Brestisson, de son enfance à Stóra Dímun, où il assiste au meurtre de son père, puis en Norvège, notamment sur le Dovrefjell, où il se lie d'amitié avec le jarl Hákon, puis fait le viking dans la Baltique. Il revient dans les Féroé à la demande d'Olaf Tryggvason et convertit l'archipel au christianisme par un mélange de bonnes paroles et d'emploi de la force.
- vers 825 : Grímur Kamban s'installe aux îles Féroé.
- 964 [959] : Naissance de Tóri Beinisson.
- 966 [961] : Naissance de Sigmundur Brestisson ; Torkil Barfrost est banni du territoire ; naissance de Turið Torkilsdóttir.
- 975 [970] : Assassinat de Brestir et Beinir ; Ravnur Hólmgarðsfari arrive aux Féroé et emmène Sigmundur et Tóri en Norvège.
- 976 [971] : Ravnur libère Sigmundur et Tóri et part pour les Terres de l'Est (la Russie).
- 978 [973] : Sigmundur et Tóri quittent Vík pour le Dovrefjell.
- 984 [979] : Sigmundur et Tóri arrivent auprès du jarl Hákon ; naissance de Tóra Sigmundsdóttir, fille de Singmundur.
- 985 [980] : Combat de Sigmundur contre Randver ; Sigmundur et Tóri sont pris dans la suite du jarl Hákon.
- 986 [981] : Sigmundur gouverne en Suède et en Russie et combat Vandil ; le bannissement de Torkil Barfrost est levé.
- 987 [982] : Combat de Sigmundur contre Harald Jernhøs auprès d'Anglesey ; Torkil devient sysselmann (gouverneur) dans l'Orkedal.
- 988 [983] : Sigmundur et Tóri reviennent aux Féroé, et prennent possession de l'héritage paternel.
- 989 [984] : Sigmundur et Tóri reviennent en Norvège auprès du jarl Hákon, lequel joue les intermédiaires entre lui et Tróndur de Gøta ; Sigmundur reçoit les îles Féroé en « prêt » de la Norvège.
- 990 [985] : Sigmundur et Tóri reviennent aux Féroé ; ils acceptent que Tróndur paie en trois ans l'amende qui lui a été infligée.
- 991 [986] : Sigmundur épouse Turið Torkilsdóttir ; à l'automne, il part avec sa famille pour les Féroé.
- 992 [987] : Sigmundur fait en été un court voyage en Norvège.
- 993 [988] : Sigmundur fait à l'automne un voyage en Norvège.
- 994 [988?] : Sigmundur combat les Vikings de Jómsborg aux côtés du jarl Hákon.
- 997 : Le roi Olav Tryggvason envoie une ambassade auprès de Sigmundur aux îles Féroé : il lui dit de venir en Norvège, qu'il fera de lui l'homme le plus puissant des Féroé s'il le rallie.
- 998 : Sigmundur retourne aux Féroé et promulgue le christianisme au nom du roi.
- 999 : Sigmundur impose le baptême à Tróndur í Gøtu ; les Féroïens deviennent officiellement chrétiens.
- 1000 : Sigmundur rencontre pour la dernière fois le roi Olav Tryggvason : il lui apporte le tribut des îles Féroé.
- 1001 Sigmundur visite les jarls Erik et Svend : ceux-ci lui confirment le « prêt » des Féroé.
- 1002 [1005] : Tróndur attaque Sigmundur : celui-ci s'enfuit mais est assassiné à Sandvík par Torgrímur Illi.
- 1024 : À la demande du roi Olav le saint, le løgmaður (Premier ministre des Féroé) Gilli se rend en Norvège avec Leivur Øssursson et Tórálvur Sigmundsson.
- 1026 : Tórálvur Sigmundsson est assassiné en Norvège.
- 1027 : Karl de Møre se rend aux Féroé pour élucider le meurtre.
- 1028 : Karl de Møre est abattu au Thing de Tórshavn.
- 1029 Les trois meurtriers, Sigurd Torlaksen, Tord le Petit et Gaut le Rouge, reviennent aux Féroé ; Gilli et Leivur se placent sous la protection de Tróndur de Gøta : celui-ci, qui a levé le bannissement des trois membres de sa famille, a partagé en trois les îles Féroé.
- 1035 : Leivur Øssursson se venge des trois. Tróndur meurt de chagrin, et Leivur devient le premier souverain chrétien des Féroé, les ayant obtenues en « prêt » de Magnus le Bon.

### Versions publiées
- (is), (da), (fo) Færeyínga Saga: eller Færøboernes Historie i den islandske Grundtexst med færøisk og dansk Oversættelse, édité par Carl Christian Rafn. 1° édition 1832, Copenhague ; réédité en 1972 par Emil Thomsen, Tórshavn.
- (fo) Føroyingasøga traduite de l'islandais par V. U. Hammershaimb, Tórshavn, 1884 (éditée avec l'orthographe actuelle, réimprimée en 1919 et 1951)
- (no) Sagaen om Trond i Gata og Sigmund Brestessøn eller Færøingernes saga -"La saga de Tróndur i Gøta et Sigmundur Brestisson ou la Saga des Féroïens traduite par Alexander Bugge, Kristiania, 1901.
- (fo) Føringasøga éditée par C. Holm Isaksen, Tórshavn, 1904.
- (no) Sigmund Brestessøns saga, traduction de Rolf Grieg, Aschehoug, 1924 ; rééditée dans I: Islandske ættesagaer, éditées par Hallvard Lie, tome 3, Aschehoug, 1953 puis dans I: Islandske ættesagaer, série Maîtres de la littérature mondiale, Gyldendal, 1973 -  (ISBN 82-05-05636-6)
- (da) Færeyingasaga. Den islandske saga om færingerne version composée par Finnur Jónsson, réédition de Det kongelige nordiske oldskriftselskab, Copenhague, 1927.
- (fo) Føroyingasøga édition révisée par Heðin Brú et Rikard Long, Tórshavn, Skúlabókagrunnurin, 1962.
- (en) The Faroe Islanders' saga, traduite et annotée par George Johnston, mis en forme par Michael Macklem, illustrations de William Heinesen, Oberon Press, Ottawa, 1975.
- (is) Færeyinga saga annotée par Ólafur Halldórsson et mise en forme par Jón Böðvarsson, Iðunn, Reykjavík 1978.
- (da) Færinge saga illustrée par Sven Havsteen-Mikkelsen, traduite par Ole Jacobsen avec une postface de Jørgen Haugan, Copenhague, Forum, 1981 –  (ISBN 87-553-0994-1).
- (is) Færeyinga saga Ólafur Halldórsson bjótil prentunar, Reykjavık, 1987.
- (fr) La saga des Féroïens, traduite de l'Islandais par Jean Renaud ; préface de Régis Boyer, Paris, Aubier Montaigne, 1983.
- (de) Die Färinger Saga traduite de l'islandais par Klaus Kiesewetter, Aalborg, 1987.
- (sv) Färinga sagan, présentée et traduite par Bo Almqvist, préfacée par Olov Isaksson, photographies de Sören Hallgren, Hedemora, Gidlunds Bokförlag, 1992.
- (fo) Føroyinga søga, traduite par Bjarni Niclasen, avec des dessins de Sven Havsteen-Mikkelsen et une postface de Jørgen Haugan, Tórshavn, Føroya skúlabókagrunnur, 1995 (c'est la version utilisée dans les écoles).
- (fo) Version enregistrée sur 5 cassettes, lue par Høgni Joensen : Føroyinga søga - Høgni Joensen lesur, Tórshavn, Ljóðbókanevndin, 2003 (5 heures)
- (is + fo) Ólafur Halldórsson (éd.) : Færeyinga saga / Føroyingasøga, Hið íslenska fornritafélag, avec une courte introduction en féroïen, Rvík, 2006. Tiré à part de "Færeyinga saga. Ólafs saga Tryggvasonar eftir Odd munk", Íslensk fornrit XXV, Société islandaise des écritures anciennes, édition académique pour le grand public, Rvík, 2006.

### Livressurla Saga des Féroïens
En féroïen, Hans Jacob Debes : Føroya søga 1. Norðurlond og Føroyar, pp. 89–100 ; Føroya skúlabókagrunnur, 1990.
L'historien islandais contemporain Ólafur Halldorsson a compilé quatre ouvrages :
- Ólafur Halldórsson (útg.) : Færeyinga saga, Mjög aðgengileg almenningsútgáfa, Rvík, 1967.
- Ólafur Halldórsson (útg.) : Færeyinga saga, Íslensk úrvalsrit 13, Skólaútgáfa, Iðunn, Rvík,  1978.
- Ólafur Halldórsson (útg.) : Færeyinga saga, Stofnun Árna Magnússonar á Íslandi, Textafræðileg útgáfa, Rvík, 1987.
- Ólafur Halldórsson (útg.) : Færeyinga saga. Ólafs saga Tryggvasonar eftir Odd munk, Hið íslenska fornritafélag, Íslensk fornrit XXV. – Fræðileg útgáfa fyrir almenning, Rvík, 2006.

En russe, A. V. Tsimmerling a publié  des Sagas islandaises (Исландские саги). 
Le tome 2 contient une traduction commentée des textes en prose par A. V. Tsimmerling et une traduction des poèmes par A. V. Tsimmerling et S. Iou. Aguicheva. Ouvrage publié  sous la direction de S. Iou. Aguicheva, A. V. Boussyguine et V. V.  Rybakov : Moscou, Studia philologica,  Языки славянской культуры, 2004.

## Le premier chapitre
| Texte en vieil islandais | Traduction danoise de 1832 | Texte féroïen de 1981 | Traduction en français |
| --- | --- | --- | --- |
| Maður er nefndur Grímur Kamban; hann byggði fyrstur manna Færeyjar. En á dögum Haralds hins hárfagra flýðu fyrir hans ofríki fjöldi manna; settust sumir í Færeyjum og byggðu þar, en sumir leituðu til annarra eyðilanda. Auður hin djúpauðga fór til Íslands og kom við Færeyjar og gifti þar Ólöfu dóttur Þorsteins rauðs, og er þaðan kominn hinn mesti kynþáttur Færeyinga, er þeir kalla Götuskeggja, er byggðu í Austurey. | Grim Kamban hed en Mand; han bebyggede først Færøerne i Harald Haarfagers Dage. Der vare den Gang mange, som flyede for Kongens Herskesyge, af hvilke nogle nedsatte sig paa Færøerne, og toge sig der Bopæl, men nogle søgte til andre øde Lande. Aude hin Grundrige begav sig til Island, og kom da paa Veien til Færøerne, hvor hun bortgiftede Thorstein Røds Datter Olaf, og fra hende nedstammer Færøboernes fornemste Slægt, som man kalder Gøteskægger, hvilke boede i Østerø. | Maður er nevndur Grímur Kamban; hann var fyrsti maður, ið setti búgv í Føroyum. Á døgum Haralds Hárfagra flýddi stór mannfjøld undan harðræði hansara; summir settust í Føroyum og bygdu har, men summir leitaðu í onnur óbygd lond. Eyð hin Djúphugaða fór til Íslands og bar við í Føroyum; har gifti hon burtur Óluvu, dóttur Torsteins Reyða. Haðan er komin hin mætasta ættin í Føroyum, sum tey kalla Gøtuskeggjar, ið settust í Eysturoy. | Il y avait un homme appelé Grímur Kamban : c'est le premier qui se soit installé aux îles Féroé. À l'époque du roi Harald aux-beaux-cheveux de nombreux hommes s'en allaient pour échapper à son ivresse du pouvoir. Certains se sont installés aux Féroé pour y demeurer, d'autres partaient à la recherche d'autres terres non habitées. Eyð la très-riche est allée en Islande et sur le chemin elle a abordé aux Féroé ; elle y a donné la fille de Torstein le Rouge en mariage à Óluf : c'est de là que descend le plus haut lignage des Féroé, que l'on appelle les Barbes de Gøta, et qui habitaient Eysturoy. |